# Alianța pentru România
Alianța pentru România (abreviat ApR) a fost un partid politic din România, înființat în 1997.
A fost condus de Teodor Meleșcanu până în 2002, când acesta a fuzionat prin absorbție cu Partidul Național Liberal (PNL).